# 1953年イタリア総選挙
1953年イタリア総選挙（1953ねんイタリアそうせんきょ、イタリア語: Elezioni politiche italiane del 1953）は、イタリア共和国の立法府であるイタリア議会の議員を選出するため、1953年6月7日に施行された総選挙である。

## 概要
1948年のイタリア共和国憲法制定後2回目となる総選挙で、上院（元老院）と下院（代議員）の全議席を改選した。

## 選挙データ
- 選挙権
  - 上院（元老院）：
  - 下院（代議院）：
- 改選数
  - 上院（元老院）：
  - 下院（代議院）：590議席
- 上院の選挙制度[1]（小選挙区と比例代表の混用）

1. 直近の国勢調査に基づいた各州の人口に比例して議席を各州に配分（ただし、モリーゼ州は2議席、ヴァッレ・ダオスタ州は1議席）し、各州は定数分の選挙区に分割される。
2. 立候補は政党名簿ではなく、候補者個人を届け出る。但し、比例代表制による残余議席配分のための候補者連合の届出を予め提出しておく（政党名簿の役割を果たす）。
3. 有権者は候補者（単記式）か候補者の所属政党のいずれかに投票する（投票用紙に印刷された政党ロゴか候補者名のいずれかに×をつける）。
4. 當該選挙区で65％以上の得票を得た候補者がいる場合はその候補者が当選者となる。
5. 前記の基準に達した候補者がいない選挙区では、州単位で票の集計を実施し、予め提出されている候補者連合に対してドント式比例代表制で議席を配分する。候補者連合内部における当選者決定は、それぞれの選挙区における有権者総数に対する得票比率で決定する。
6. 州内で65％以上の得票を得た候補者がいない選挙区が一つしかない場合は、その選挙区で相対多数の得票を得た候補が当選する（定数1名のヴァレ・ダオスタ州はこの方式によって当選者を決定する）

- 下院の選挙制度：比例代表（人口が少ないヴァッレ・ダオスタ州のみは小選挙区で1名を選出する）

1. 州を単位とした32選挙区と残余議席配分のための全国単一選挙区で選出する。
2. 政党は、優先順位を付した候補者名簿を提出する。
3. 候補者は同一政党の3つ以内の選挙区の候補者名簿に記載することができ、また同時に行われる上院議員選挙にも立候補が可能である。重複立候補し複数選挙区で当選した場合は、当選者本人の選択で選挙区を決定し、空席は同一選挙区における次点候補が繰り上げ当選する。
4. 有権者は、投票用紙に印刷されている政党ロゴ（予め内務省に登録されたロゴである）に×をつけて投票する。なお有権者は投票の際、選択した候補者名簿の候補者に独自に優先順位をつけて投票することもできる（優先投票[2]、選挙区定数が15名以下の場合は3名、16名以上の場合は4名まで）。
5. 各政党（政治団体や政党連合も含む）への議席配分は以下の手順で実施する。
  1. 各名簿の得票数を決定
  2. 全名簿の総得票数を総和（選出議員数＋2、端数は切り捨て）して当選基数を決定。
  3. 各政党名簿の得票数を当選基数で割り、その商の整数部分を配分する。
  4. 配分議席数がその選挙区の定数を超えた場合は、再計算（当選基数計算のための除数＋2を、＋1又は＋0に変えて再計算）を配分議席数合計が定数以下になるまで行う。
  5. 配分議席数がその選挙区より少ない場合は、残余議席を全国単一選挙区にプールし、一つ以上の選挙区で当選基数に達し、かつ全国で30万票以上の得票があった政党に、その各選挙区での残余票合計を基礎に最高剰余方式で配分していく
  6. その政党へ配分された議席数の枠内で当選者決定は、投票の際の優先投票の得票数によって決定する。なお、優先投票の得票数が同一となった場合は、あらかじめ付された名簿順位によって決定される。

## 選挙結果
投票日：1953年6月7日

### 上院
- 有権者数：27,172,871名
- 投票者数：25,483,201名
- 投票率：93.78% 
  - 有効票数：24,296,277票
  - 無効票：1,186,924票
  - 白票：629,762票

| 政党及び政党連合               | 得票数    | 得票率 | 議席数 |
| ------------------------------ | --------- | ------ | ------ |
| キリスト教民主党 DC            | 9,886,651 | 40.69  | 116    |
| イタリア共産党 PCI             | 4,910,077 | 20.21  | 51     |
| イタリア社会党 PSI             | 2,891,605 | 11.90  | 26     |
| 君主主義党 PART.NAZ.MONARCHICO | 1,698,536 | 6.99   | 16     |
| イタリア社会運動 MSI           | 1,473,645 | 6.07   | 9      |
| イタリア民主社会党 PSDI        | 1,046,301 | 4.31   | 4      |
| イタリア自由党 PLI             | 695,816   | 2.86   | 3      |
| UNITA'POPOLARE                 | 628,174   | 2.59   | 9      |
| ALTRI                          | 597,353   | 2.46   | 1      |
| EDELWEISS                      | 107,139   | 0.44   | 2      |

- Ministero dell'Interno Elezioni del Senato della Repubblica del 7 Giugno 1953（2010年1月27日閲覧）

### 下院
- 有権者数：30,272,236名
- 投票者数：28,406,479名
- 投票率：93.84%  
  - 有効票数：27,087,701票
  - 無効票：1,318,778票
  - 白票：421,381票

| 政党及び政党連合            | 得票数     | 得票率 | 議席数 |
| --------------------------- | ---------- | ------ | ------ |
| キリスト教民主党 DC         | 10,862,073 | 40.10  | 263    |
| イタリア共産党 PCI          | 6,120,809  | 22.60  | 143    |
| イタリア社会党 PSI          | 3,441,014  | 12.70  | 75     |
| 君主主義党 P.NAZ.MONARCHICO | 1,854,850  | 6.85   | 40     |
| イタリア社会運動 MSI        | 1,582,154  | 5.84   | 29     |
| イタリア民主社会党 PSDI     | 1,222,957  | 4.51   | 19     |
| イタリア自由党 PLI          | 815,929    | 3.01   | 13     |
| イタリア共和党 PRI          | 438,149    | 1.62   | 5      |
| 南チロル人民党 SVP          | 122,474    | 0.45   | 3      |

出所：Ministero dell'Interno Elezioni della Camera dei Deputati del 7 Giugno 1953（2010年1月27日閲覧）